# Dryopteris nuda
Dryopteris nuda là một loài dương xỉ trong họ Dryopteridaceae. Loài này được Underw. mô tả khoa học đầu tiên năm 1897.